# Yeah Yeah Yeahs
Yeah Yeah Yeahs – amerykańska grupa muzyczna założona w 2000 w Nowym Jorku. Skład zespołu od momentu założenia stanowią wokalistka i pianistka Karen Orzołek (znana jako Karen O), gitarzysta i keybordzista Nick Zinner oraz perkusista Brian Chase. W występach na żywo grupę uzupełnia także drugi gitarzysta, David Pajo, który dołączył w 2009 jako członek koncertowy, zastępując dotychczasowo pełniącego tę rolę Imaada Wasifa. Zespół nagrał trzy albumy studyjne; pierwszy, Fever to Tell, został wydany w 2003. Drugi, Show Your Bones, ukazał się w 2006 i zajął drugie miejsce w rankingu najlepszych albumów roku według NME. Trzeci album studyjny, It’s Blitz!, został wydany 31 marca 2009 w USA, a w innych krajach 6 kwietnia 2009. W kwietniu 2013 ukazało się wydawnictwo zespołu, zatytułowane „Mosquito”. Jesienią 2022 grupa wydała album Cool It Down.

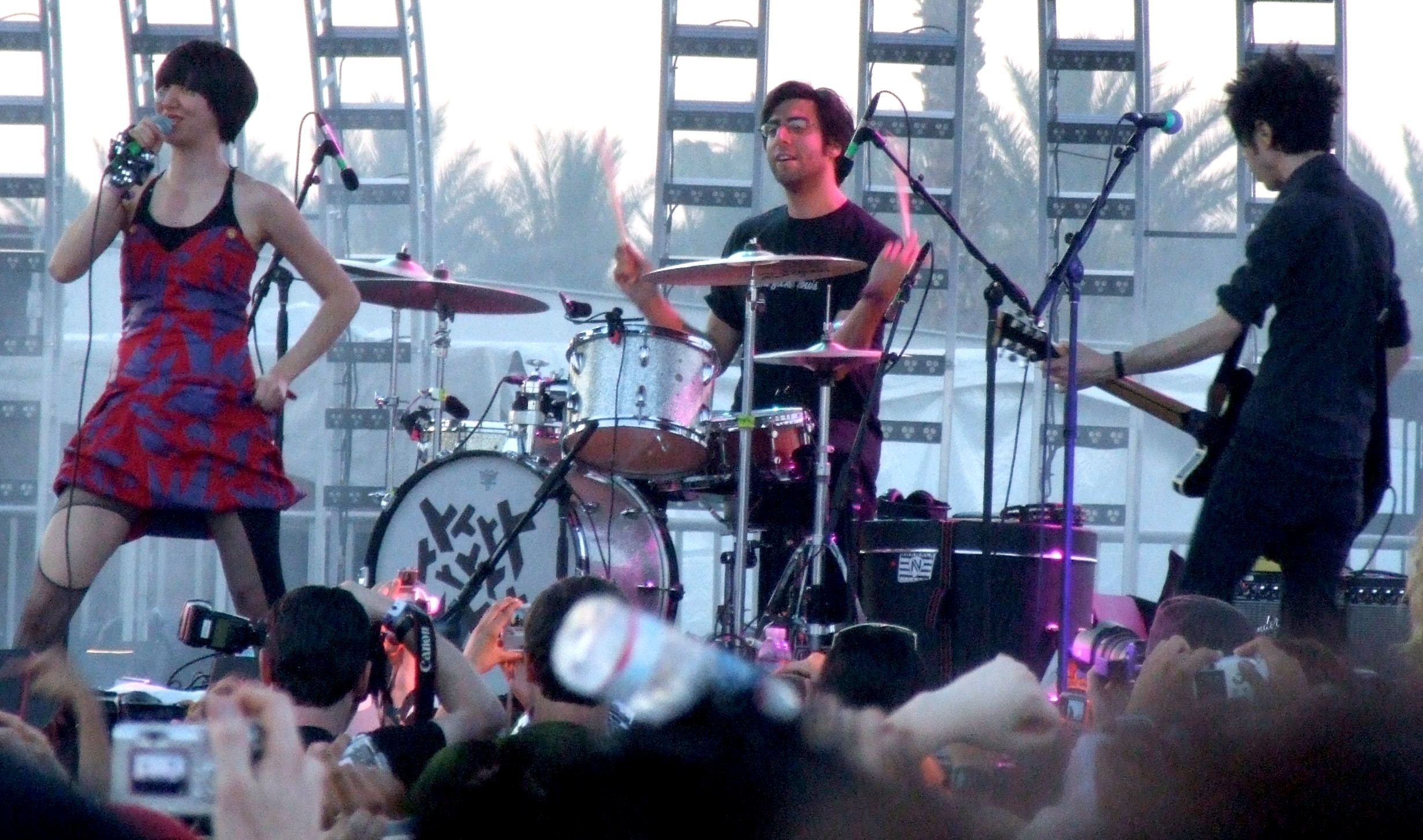
Zespół podczas koncertu w 2006 r.

## Historia

### Założenie zespołu i pierwsze EP
Karen O i Brian Chase poznali się podczas studiów w Oberlin College w Ohio, pod koniec lat ’90. Niebawem Karen przeniosła się do Nowego Yorku, by kontynuować naukę w New York University. W jednym z nowojorskich barów poznała Nicka Zinnera, co zaowocowało założeniem przez nich akustycznego duetu Unitard. Nieco później, zainspirowani art punkowym brzmieniem z Ohio wzbogacili swoją muzykę o gitary elektryczne. Gdy początkowo zatrudniany przez nich perkusista odszedł, a jego miejsce zajął Chase, muzycy zdecydowali się na utworzenie punkowego zespołu, podobnego do tych tworzonych przez studentów w Ohio. Na pierwszej próbie napisali mnóstwo piosenek i już niebawem grali jako support dla The Strokes i The White Stripes. W lipcu 2001 wydali debiutanckie EP, zatytułowane Yeah Yeah Yeahs, które nagrał z nimi Jerry Teel z zespołu Boss Hog, wydane przez ich własną wytwórnię Shifty. Na początku następnego roku zespół ukazał się całemu światu, grając na festiwalu South by Southwest w Austin w Teksasie oraz objeżdżając USA razem z Girls Against Boys i Europę z Blues Explosion. Wtedy też zapowiedzieli własną trasę po Wielkiej Brytanii. W Stanach Touch and Go Records wznowiła wydanie ich EP, a Wielkiej Brytanii płytę wydało Wichita Recordings.

### Fever to Tell
Zapowiedzią albumu było wydane w 2002 EP Machine. W 2003 zespół wydał pierwszy pełny album, Fever to Tell, który sprzedał się na całym świecie w nakładzie ponad 750 000 albumów. Reżyserem teledysku singla „Y Control” z 2004 został Spike Jonze. W październiku 2004 zespół wydał pierwsze DVD, Tell Me What Rockers to Swallow. DVD zawierało koncert nagrany w The Fillmore w San Francisco, wszystkie nakręcone do tego momentu teledyski oraz różne wywiady. W listopadzie 2009 NME umieściło album na piątym miejscu listy najlepszych albumów dekady.

### Show Your Bones
Drugi album Yeah Yeah Yeahs, Show Your Bones, został wydany 27 marca 2006. Producentem albumu został Sam Spiegel, który przedtem współpracował z Karen O przy piosence „Hello Tomorrow" użytej w reklamie Adidasa. Reżyserem tej reklamy był Spike Jonze, brat Spiegela. Spiegel w wywiadzie dla MTV News powiedział, że album będzie zatytułowany Coco Beware, nawiązując do kota Karen. Później MTV było zmuszone wycofać tę pogłoskę, uzasadniając, że Spiegel zapomniał wspomnieć, że tylko żartował. Karen O w wywiadzie dla internetowego magazynu Drowned in Sound powiedziała: „Show Your Bones, to jak wsadzenie palców do gniazdka elektrycznego”. Pierwszy singel z tego albumu, „Gold Lion”, został wydany 20 marca 2006 i zajął 18. miejsce w UK Single Charts. Leah Greenblatt w swoim artykule zauważyła, że „Gold Lion” w pierwszych dźwiękach brzmi podobnie do „No New Tale To Tell” z lat ’80 autorstwa Love and Rockets. Przez większość 2006 roku zespół koncertował w całej Europie i Stanach Zjednoczonych oraz pomógł wypromować Brytyjską edycję festiwalu All Tomorrow’s Parties. W grudniu 2006 album zajął drugie miejsce w rankingu najlepszych albumów roku według NME, a utwór „Cheated Hearts” zajął 10. miejsce w rankingu najlepszych singli. W rankingu Rolling Stone album zajął 44. miejsce wśród najlepszych 50 albumów roku. Magazyn Spin umieścił Show Your Bones na 31. miejscu pośród 40 najlepszych albumów 2006.

### Is IsEP
Drugie EP Yeah Yeah Yeahs, zatytułowane Is Is, zostało wydane 24 lipca 2007. Zawierało 5 niepublikowanych dotąd utworów oraz krótki film nagrany w Glasslands Gallery w Brooklynie w Nowym Jorku. Piosenki zostały napisane w 2004 podczas trasy Fever To Tell i często bywały grane na żywo. Trzy z pięciu utworów można było znaleźć na DVD Tell Me What Rockers to Swallow.

### It’s Blitz!
Kolejny album został wydany w marcu 2009 i nosi tytuł It’s Blitz!. Karen O powiedziała, że album ten różni się od poprzednich, ale „wciąż brzmi jak Yeah Yeah Yeahs”. Początkowo album miał zostać wydany 13 kwietnia, ale z powodu przecieków do internetu w lutym, wytwórnia grupy, Interscope, zdecydowała się przyspieszyć wydanie albumu by zminimalizować wpływy przecieku. Album uplasował się na drugim miejscu w rankingu najlepszych albumów 2009 według Spin oraz na trzecim miejscu według NME. Singel „Zero” zajął pierwsze miejsce w rankingu najlepszych piosenek 2009 według obu magazynów.

### Mosquito
W 2013 grupa wydała swój czwarty album pt. Mosquito.

### Cool It Down
Po 9 latach od ostatniego albumu, zespół w 2022 roku wydał swój piąty album pt. Cool It Down. Krążek zebrał pozytywne recenzje. 

## Trasy koncertowe
Podczas tras koncertowych na całym świecie zespół grał jako support dla takich artystów, jak Björk, The White Stripes, The Strokes, Liars i Blues Explosion. Yeah Yeah Yeahs byli jedną z pierwszych grup rockowych z Zachodu grających w Chinach, gdzie w 2007 wystąpili na Modern Sky Festival w Pekinie.

## Inne projekty
Karen O i Nick Zinner gościnnie pojawili się na albumie Bang Bang Boom Cake zespołu Tiny Masters of Today. Dodatkowo Karen była jednym z reżyserów teledysku „Hologram World”, w którym wystąpili wszyscy trzej członkowie zespołu.
W 2009 zespół pojawił się na charytatywnym albumie War Child Present Heroes, gdzie zagrali ich wersję utworu „Sheena Is a Punk Rocker” oryginalnie wykonywanego przez Ramones. Zinner miał również swój wkład w nagranie Digital Ash in a Digital Urn zespołu Bright Eyes oraz występował z grupą w trasie koncertowej.

### Soundtracki
W 2005 MC Kool Keith podjął współpracę z Karen nad utworem „Teaser”, który miał wejść w skład soundtracku do pornograficznego filmu Deep Throat vs. Lialeh. Karen współpracowała też z wokalistką Peaches i Johnnym Knoxvillem przy nagraniu utworu „Backass”, użytym w ścieżce dźwiękowej do filmu Jackass 2. W 2007 Karen O zaśpiewała w wersji „Highway 61 Revisted”, oryginalnie wykonywanego przez Boba Dylana. Utwór był użyty na soundtracku do filmu I’m Not There. Zaśpiewała również na soundtracku do filmu Gdzie mieszkają dzikie stwory, który reżyserował jej były chłopak, Spike Jonze. Piosenka Yeah Yeah Yeahs, „Runaway”, pojawiła się 20 kwietnia 2009 w jednym z odcinków Plotkary. Utwór „Sealings” pojawił się na ścieżce dźwiękowej do filmu Spider-Man 3 oraz w grze Driver: Parallel Lines. Piosenka "Date With The Night" została użyta w serialu Kumple (w piątym odcinku sezonu pierwszego). Piosenka "Spitting Off the Edge of the World" została użyta w filmie "The Gorge"  udziałem Anyą Taylor-Joy, Milesem Tellerem i Sigourney Weaver.

### Head Wound City
Nick Zinner współpracował również z zespołem Head Wound City. Ich debiutanckie EP o takim samym tytule zostało wydane w 2005.

## Dyskografia

### Albumy studyjne
- Fever to Tell (2003)
- Show Your Bones (2006)
- It’s Blitz! (2009)
- Mosquito (2013)

### Minialbumy
- Yeah Yeah Yeahs (2001)
- Machine (2002)
- Is Is (2007)